# Рожук Ігор Теодозійович
І́гор Теодо́зійович Рожу́к (1 серпня 1985, с. Буцнів, нині Україна — серпень 2022, біля с. Краснопілля, Донецька область, Україна) — український футболіст, військовослужбовець, солдат Збройних сил України, учасник російсько-української війни. Почесний громадянин міста Тернополя (2022, посмертно).

## Життєпис
Ігор Рожук народився 1 серпня 1985 року в селі Буцневі, нині Великоберезовицької громади Тернопільського району Тернопільської области України.
Після проходження строкової служби в армії у Дрогобичі, понад 5 років займався там фарбуванням і ремонтуванням автомобілів в одній із фірм, а потім відкрив власну справу.
Грав за футбольну команду Буцнева «Мрія», а згодом за «Поділля» та «ЛАН».
З початком повномасштабного вторгнення наприкінці лютого 2022 року разом із друзями пішов до військкомату, приєднався до лав 105-ї окремої бригада територіальної оборони. Служив водієм зенітно кулеметного відділення, зенітно ракетно-артилерійського взводу, роти вогневої підтримки військової частини А7170.
Загинув у серпні 2022 року біля с. Краснопілля, що на Донеччині.
Похований 1 вересня 2022 року на Алеї Героїв сільського цвинтаря с. Буцнева Тернопільського району.
Проживав у м. Тернополі.

## Нагороди
- почесний громадянин міста Тернополя (3 жовтня 2022, посмертно) — за вагомий особистий внесок у забезпечення суверенітету, територіальної цілісності і зміцнення обороноздатності Української держави, мужність, героїзм та самовідданість, виявлені під час бойових дій, високий професіоналізм, зразкове виконання службових обов'язків[1].

## Вшанування пам'яті
27 жовтня 2022 року у Великоберезовицькій громаді відбувся футбольний турнір на кубок імені Ігоря Рожука.